# Шарич, Дарио
Да́рио Ша́рич (хорв. Dario Šarić; род. 8 апреля 1994 года в Шибенике, Хорватия) — хорватский профессиональный баскетболист, играющий на позиции тяжёлого форварда. Был выбран на драфте НБА 2014 года в первом раунде под 12-м номером командой «Орландо Мэджик». Выступает за команду НБА «Сакраменто Кингз» и за сборную Хорватии.

## Ранние годы
Шарич начал карьеру в команде «Загреб». В 2011 году принял участие в международном турнире Nike для молодых игроков. Также в команде были его одноклубники Марио Хезоня и Доминик Мавра, а команда дошла до Финала Четырёх, а в дальнейшем стала чемпионом. В Финале сделал трипл-дабл, набрав 19 очков, совершив 14 подборов и отдав 10 передач, а также заработал 10 фолов соперников, а в итоге стал MVP турнира.
В 2010 и 2011 годах Шарич номинировался на звание Лучшего молодого игрока ФИБА.
В 2012 году был выбран для матча Команды всего Мира на турнире Nike Hoop Summit в Портленде, штат Орегон. В Матче всех звёзд, в котором команда иностранных игроков победила сборную США, Шарич набрал 13 очков, а также собрал больше всех подборов (14) и передач (5).
В 2012 году подписал контракт с клубом «Бильбао» и был отдан в аренду команде «Сплит». Однако из-за санкций ФИБА, которая заставила испанский клуб заплатить € 550,000, игрок за «Бильбао» не играл. После этого Шарич тренировался со «Сплитом», однако не выступал в официальных матчах.

## Профессиональная карьера

### Цибона (2012—2014)
В ноябре 2012 года подписал четырёхлетний контракт с одним из лидеров хорватского баскетбола, командой «Цибона».
В 2012 году вновь был номинирован ФИБА на награду лучшему молодому игроку года, однако в голосовании занял второе место.
4 апреля 2013 года Шарич решил выставить свою кандидатуру на Драфт НБА 2013 года. Однако через два дня после первоначального решения всё же не стал заявляться и решил поиграть за «Цибону» как минимум ещё один сезон. Однако официально 14 апреля 2013 года игрок заявил об участии в драфте. В итоге Шарич остался в Европе ещё на год для того, чтобы набраться игрового опыта.
В 2013 году с командой выиграл Кубок Крешимира Чосича, а также стал чемпионом Хорватии, прибавив к этому индивидуальную награду MVP Финала.
В феврале 2014 года получил награду Лучшему молодому игроку ФИБА. В апреле 2014 года был выбран в Первую сборную Лиги ABA, а также с показателями 16,7 очков, 9,7 подборов и 3,2 передачи стал MVP турнира сезона 2013–14. В Финале четырёх «Цибона» выиграла, а Шарич стал MVP Финала.

### Анадолу Эфес (2014—2016)
24 июня 2014 года подписал контракт с турецкой командой «Анадолу Эфес» по схеме 2+1. По контракту игрока бывший клуб «Цибона» также получил $ 1,2 млн., так как был связан обязательствами. Новый контракт был заключён за несколько дней до драфта НБА 2014 года. На драфте игрока под общим 12-м номером выбрал клуб «Орландо Мэджик», однако права на игрока сразу же были проданы в «Филадельфию» в обмен на Элфрида Пэйтона. После драфта Шарич заявил, что планирует продолжить карьеру в Европе как минимум в ближайший год, однако очень хотел сыграть в НБА.
В начале сезоне 2014–15 отец Шарича критиковал главного тренера команды Душана Ивковича за небольшие игровые отрезки в чемпионате Турции, а также открыто обсуждал разрыв контракта, если ситуация не изменится.

### Филадельфия Севенти Сиксерс (2016—2018)
15 июля 2016 года Шарич подписал контракт с командой «Филадельфия Севенти Сиксерс». В своей третьей игре в НБА 1 ноября 2016 года Шарич набрал 21 очко в матче с «Орландо Мэджик». 3 декабря 2016 года он набрал второй раз 21 очко в матче с «Бостон Селтикс». 9 февраля 2017 года Шарич набрал 26 очков в победе над «Орландо». 17 февраля 2017 года он принял участие в матче восходящих звезд НБА во время звездного уикэнда. 2 марта 2017 года Шарич был признан новичком месяца Восточной конференции за февраль. 9 марта 2017 года Шарич набрал 28 очков в овертайме в матче с «Портленд Трэйл Блэйзерс». Три дня спустя Шарич набрал рекордные в карьере 29 очков в матче с «Лос-Анджелес Лейкерс». 24 марта 2017 года Шарич превзошел этот показатель, набрав 32 очка в победе над «Чикаго Буллз». 3 апреля 2017 года Шарич второй месяц подряд был признан новичком месяца Восточной конференции. По итогам сезона Шарич был включен в первую пятерку сборной новичков НБА и занял второе место в голосовании за звание новичка года НБА, уступив Малкольму Брогдону.
7 ноября 2017 года Шарич набрал максимальные на тот момент 25 очков в победе над «Ютой Джаз». Это была пятая подряд победа «Сиксерс», что стало самой продолжительной серией побед с сезона 2011/12. 18 декабря 2017 года Шарич набрал 20 из своих 27 очков во второй половине матча с «Чикаго Буллз». Через три дня он сделал почти трипл-дабл, набрав 18 очков, 10 подборов и 9 передач в матче с «Торонто Рэпторс». 31 декабря 2017 года он установил личный рекорд сезона, набрав 27 очков в матче с «Финикс Санз».
Во время Уикенда всех звезд 2018 года Шарич вновь был приглашен на матч восходящих звезд НБА, где выступил за сборную Мира вместе с партнерами по команде «Сиксерс» Джоэлом Эмбиидом и Беном Симмонсом.
В 4-й игре второго раунда плей-офф против «Селтикс» Шарич набрал 25 очков, что позволило «Филадельфии» сократить отставание в серии до 3-1. В 5-й игре «Сиксерс» уступили «Селтикс, несмотря на 27 очков Шарича и 10 подборов, со счетом 114-112.

### Миннесота Тимбервулвз (2018—2019)
12 ноября 2018 года Шарич был обменян в команду «Миннесота Тимбервулвз» вместе с Джерридом Бэйлессом, Робертом Ковингтоном и выбором второго раунда драфта 2022 года на Джимми Батлера и Джастина Паттона. Через два дня он дебютировал в составе «Тимбервулвз», набрав 9 очков за 20 минут игры со скамейки запасных в матче с «Нью-Орлеан Пеликанс». 24 ноября Шарич набрал 19 очков и сделал 14 подборов в матче с «Чикаго Буллз».
Шарич был недоволен своей ролью на скамейке запасных в «Миннесоте». После первых матчей в «Тимбервулвз» Шарич не получал много времени в качестве игрока стартовой пятерки.

### Финикс Санз (2019—2023)
6 июля 2019 года Шарич был обменян в «Финикс Санз» как часть сделки в день драфта. 24 ноября Шарич набрал 18 очков и сделал 17 подборов в проигрыше от «Денвер Наггетс». Позже Шарич повторил свой карьерный рекорд в 17 подборов, набрав на этот раз 19 очков, в проигрыше от «Сан-Антонио Спёрс». Уступив место в стартовом составе Кэмерону Джонсону в «Пузыре» НБА 2020 во время тренировочных игр, Шарич вернулся в стартовый состав 10 августа, набрав 16 очков и 9 подборов в разгромной победе над «Оклахома-Сити Тандер». В итоге «Санз» завершили свой сезон с результатом 8 побед в «Пузыре».
Благодаря успехам, достигнутым в прошлом сезоне как в качестве основного игрока, так и в качестве шестого игрока в «Пузыре», Шарич 28 ноября 2020 года подписал новый трехлетний контракт с «Санз». 13 января 2021 года стало известно, что Шарич стал одним из двух игроков «Санз», заразившихся вирусом COVID-19 через день после игры с «Вашингтон Уизардс», у которых после этого матча вирус подхватили несколько игроков. Хотя официально Шарич пропустил из-за вируса всего четыре игры, он оставался в лазарете в течение месяца, в том числе из-за полученных травм. В общей сложности он пропустил 13 игр подряд, не считая трех запланированных из-за коронавируса, а затем вернулся в строй 13 февраля против «Филадельфии». 2 марта Шарич возглавил рейтинг «Санз», набрав 21 очко в победе над «Лос-Анджелес Лейкерс». 6 июля 2021 года в 1-й игре Финала НБА 2021 года против «Милуоки Бакс» Шарич получил разрыв передней крестообразной связки правого колена, и на следующий день «Санз» объявили, что Шарич выбыл на неопределенный срок. В дальнейшем «Санз» проиграли серию в 6 матчах.
В начале августа 2021 года Шарич перенес операцию на крестообразной связке и пропустил весь сезон НБА 2021/22.
5 мая 2022 года Шарич перенес операцию на мениске и был выбыл на неопределенный срок. Он вернулся к началу сезона 2022/23.

### Оклахома-Сити Тандер (2023)
9 февраля 2023 года Шарич был обменян вместе с выбором второго раунда драфта 2029 года и денежной компенсацией в клуб «Оклахома-Сити Тандер» на Дариуса Бэйзли. Шарич дебютировал в составе «Тандер» 15 февраля, набрав 12 очков и сделав пять подборов в победе над «Хьюстон Рокетс».

### Голден Стэйт Уорриорз (2023—2024)
12 июля 2023 года Шарич подписал однолетний контракт с клубом «Голден Стэйт Уорриорз».

### Денвер Наггетс (2024—2025)
12 июля 2024 года Шарич подписал контракт с «Денвер Наггетс».

### Сакраменто Кингз (2025—настоящее время)
13 июля 2025 года Шарич был обменян в «Сакраменто Кингз» на Йонаса Валанчюнаса.

## Международная карьера
Шарич начал выступление за сборную Хорватии с юношеских команд. На чемпионате Европы 2010 года для игроков не старше 16 лет был лидером по количеству набранных очков (24,3) и подборов (11,5), а также занял второе место по количеству передач (5,8). В финале набрал трипл-дабл (30 очков, 11 подборов, 11 передач), став лишь вторым игроком в истории турнира, который это сделал (после Рики Рубио в 2006 году). Анонимным голосованием был признан MVP турнира.
Шарич также выступал за сборную на чемпионате Европы для юношей не старше 19 лет в 2011 году. На турнире стал четвёртым по результативности (18,1 очков) и третьим по подборам (10,1), несмотря на то, что был самым молодым участником турнира, во время которого ему исполнилось 17 лет.
Выиграл золотую медаль со сборной на чемпионате Европы для юношей не старше 18 лет. На турнире стал первым по результативности (25,6 очков) и вторым по подборам (10,1). В финальном матче против команды Литвы набрал 39 очков и был признан MVP турнира.

## Достижения
«Цибона» :
- Чемпион Хорватии (2013)
- Обладатель Кубка Чосича (2013)
- Чемпион Лиги ABA (2014)

## Личная жизнь
Шарич родился в семье бывших игроков в баскетбол, Предрага и Васелинки Шарич. В командах Шарича называют "Хоми", "Супер Дарио" или "Шиши".

## Статистика

### Статистика в НБА
| Сезон                                                                                    | Команда       | Регулярный сезон | Регулярный сезон | Регулярный сезон | Регулярный сезон | Регулярный сезон | Регулярный сезон | Регулярный сезон | Регулярный сезон | Регулярный сезон | Регулярный сезон | Регулярный сезон | Серия плей-офф | Серия плей-офф | Серия плей-офф | Серия плей-офф | Серия плей-офф | Серия плей-офф | Серия плей-офф | Серия плей-офф | Серия плей-офф | Серия плей-офф | Серия плей-офф |
| Сезон                                                                                    | Команда       | GP               | GS               | MPG              | FG%              | 3P%              | FT%              | RPG              | APG              | SPG              | BPG              | PPG              | GP             | GS             | MPG            | FG%            | 3P%            | FT%            | RPG            | APG            | SPG            | BPG            | PPG            |
| ---------------------------------------------------------------------------------------- | ------------- | ---------------- | ---------------- | ---------------- | ---------------- | ---------------- | ---------------- | ---------------- | ---------------- | ---------------- | ---------------- | ---------------- | -------------- | -------------- | -------------- | -------------- | -------------- | -------------- | -------------- | -------------- | -------------- | -------------- | -------------- |
| 2016/17                                                                                  | Филадельфия   | 81               | 36               | 26,3             | 41,1             | 31,1             | 78,2             | 6,3              | 2,2              | 0,7              | 0,4              | 12,8             | Не участвовал  | Не участвовал  | Не участвовал  | Не участвовал  | Не участвовал  | Не участвовал  | Не участвовал  | Не участвовал  | Не участвовал  | Не участвовал  | Не участвовал  |
| 2017/18                                                                                  | Филадельфия   | 78               | 73               | 29,6             | 45,3             | 39,3             | 86,0             | 6,7              | 2,6              | 0,7              | 0,3              | 14,6             | 10             | 10             | 32,9           | 42,1           | 38,5           | 85,0           | 7,3            | 3,5            | 1,0            | 0,4            | 17,2           |
| 2018/19                                                                                  | Филадельфия   | 13               | 13               | 30,5             | 36,4             | 30,0             | 90,0             | 6,7              | 2,0              | 0,3              | 0,2              | 11,1             | Не участвовал  | Не участвовал  | Не участвовал  | Не участвовал  | Не участвовал  | Не участвовал  | Не участвовал  | Не участвовал  | Не участвовал  | Не участвовал  | Не участвовал  |
| 2018/19                                                                                  | Миннесота     | 68               | 28               | 23,9             | 45,4             | 38,3             | 87,5             | 5,5              | 1,5              | 0,6              | 0,1              | 10,5             | Не участвовал  | Не участвовал  | Не участвовал  | Не участвовал  | Не участвовал  | Не участвовал  | Не участвовал  | Не участвовал  | Не участвовал  | Не участвовал  | Не участвовал  |
| 2019/20                                                                                  | Финикс        | 66               | 51               | 24,7             | 47,6             | 35,7             | 84,4             | 6,2              | 1,9              | 0,6              | 0,2              | 10,7             | Не участвовал  | Не участвовал  | Не участвовал  | Не участвовал  | Не участвовал  | Не участвовал  | Не участвовал  | Не участвовал  | Не участвовал  | Не участвовал  | Не участвовал  |
| 2020/21                                                                                  | Финикс        | 50               | 4                | 17,4             | 44,7             | 34,8             | 84,8             | 3,8              | 1,3              | 0,6              | 0,1              | 8,7              | 14             | 0              | 10,5           | 46,7           | 44,4           | 92,9           | 2,5            | 1,0            | 0,1            | 0,1            | 4,5            |
| 2022/23                                                                                  | Финикс        | 37               | 12               | 14,4             | 42,7             | 39,1             | 81,8             | 3,8              | 1,5              | 0,4              | 0,1              | 5,8              | Не участвовал  | Не участвовал  | Не участвовал  | Не участвовал  | Не участвовал  | Не участвовал  | Не участвовал  | Не участвовал  | Не участвовал  | Не участвовал  | Не участвовал  |
| 2022/23                                                                                  | Оклахома-Сити | 20               | 0                | 13,7             | 51,5             | 39,1             | 84,4             | 3,3              | 0,9              | 0,4              | 0,1              | 7,4              | Не участвовал  | Не участвовал  | Не участвовал  | Не участвовал  | Не участвовал  | Не участвовал  | Не участвовал  | Не участвовал  | Не участвовал  | Не участвовал  | Не участвовал  |
| 2023/24                                                                                  | Голден Стэйт  | 64               | 9                | 17,2             | 46,6             | 37,6             | 84,9             | 4,4              | 2,3              | 0,5              | 0,2              | 8,0              | Не участвовал  | Не участвовал  | Не участвовал  | Не участвовал  | Не участвовал  | Не участвовал  | Не участвовал  | Не участвовал  | Не участвовал  | Не участвовал  | Не участвовал  |
|                                                                                          | Всего         | 477              | 226              | 22,8             | 44,5             | 36,2             | 83,9             | 5,4              | 1,9              | 0,6              | 0,2              | 10,6             | 24             | 10             | 19,8           | 43,2           | 40,0           | 87,0           | 4,5            | 2,0            | 0,5            | 0,2            | 9,8            |
| Наведите курсор мыши на аббревиатуры в заголовке таблицы, чтобы прочесть их расшифровку. |               |                  |                  |                  |                  |                  |                  |                  |                  |                  |                  |                  |                |                |                |                |                |                |                |                |                |                |                |

### Статистика в других лигах
| Сезон | Команда               | Лига                                             | GP  | GS  | MPG  | FG%  | 3P%  | FT%  | RPG  | APG | SPG | BPG | PFL | TOV | PPG  |
| --- | --------------------- | ------------------------------------------------ | --- | --- | ---- | ---- | ---- | ---- | ---- | --- | --- | --- | --- | --- | ---- |
| 2011/12 | Все клубы             | Все лиги                                         | 34  | 23  | 25,5 | 47,6 | 23,2 | 60,5 | 8,0  | 2,0 | 1,6 | 0,7 | 2,6 | 2,4 | 11,0 |
| 2011/12 | Загреб (мол.)         | Турнир в Риме                                    | 4   | 4   | 35,7 | 40,9 | 0,0  | 75,8 | 14,5 | 3,5 | 3,5 | 1,5 | 2,3 | 5,8 | 19,8 |
| 2011/12 | Загреб (мол.)         | Euroleague Basketball Next Generation Tournament | 3   | 3   | 39,0 | 43,5 | 25,0 | 73,1 | 15,3 | 5,7 | 3,3 | 0,0 | 3,3 | 5,0 | 25,3 |
| 2011/12 | Загреб                | Чемпионат Хорватии                               | 12  | 8   | 32,3 | 57,4 | 30,0 | 49,2 | 9,8  | 2,4 | 1,7 | 1,1 | 3,0 | 1,8 | 14,1 |
| 2011/12 | Загреб                | Лига ABA                                         | 11  | 5   | 14,7 | 47,4 | 33,3 | 44,4 | 3,0  | 0,5 | 0,8 | 0,4 | 2,4 | 0,8 | 3,9  |
| 2011/12 | Загреб                | Евролига                                         | 4   | 3   | 15,0 | 20,0 | 16,7 | 50,0 | 4,5  | 0,5 | 0,3 | 0,3 | 1,5 | 3,0 | 2,0  |
| 2012/13 | Все клубы             | Все лиги                                         | 33  | 29  | 26,7 | 49,0 | 29,9 | 66,1 | 7,3  | 2,2 | 1,4 | 0,8 | 3,1 | 2,8 | 11,5 |
| 2012/13 | Цибона                | Чемпионат Хорватии                               | 17  | 17  | 30,1 | 58,2 | 30,2 | 74,7 | 8,5  | 2,4 | 1,9 | 1,0 | 2,9 | 3,3 | 15,4 |
| 2012/13 | Цибона                | Лига ABA                                         | 15  | 12  | 23,5 | 36,8 | 30,3 | 50,0 | 6,1  | 2,1 | 1,0 | 0,7 | 3,1 | 2,3 | 7,7  |
| 2012/13 | Цибона                | Кубок Европы                                     | 1   | 0   | 17,2 | 33,3 | 0,0  | -    | 4,0  | 2,0 | 0,0 | 0,0 | 4,0 | 3,0 | 4,0  |
| 2013/14 | Все клубы             | Все лиги                                         | 57  | 57  | 32,4 | 49,8 | 31,8 | 71,6 | 9,4  | 3,3 | 1,1 | 1,0 | 2,9 | 3,4 | 16,9 |
| 2013/14 | Цибона                | Лига ABA                                         | 28  | 28  | 32,9 | 50,3 | 34,5 | 68,1 | 9,7  | 3,2 | 1,3 | 0,6 | 3,1 | 3,4 | 16,7 |
| 2013/14 | Цибона                | Чемпионат Хорватии                               | 19  | 19  | 31,4 | 49,6 | 28,9 | 74,8 | 9,6  | 3,8 | 0,8 | 1,5 | 2,7 | 3,5 | 19,3 |
| 2013/14 | Цибона                | Кубок Европы                                     | 10  | 10  | 32,8 | 48,5 | 30,8 | 78,1 | 8,3  | 2,7 | 1,0 | 0,9 | 2,7 | 3,1 | 12,9 |
| 2014/15 | Все клубы             | Все лиги                                         | 65  | 50  | 24,5 | 45,3 | 32,9 | 73,6 | 6,5  | 2,5 | 0,8 | 0,4 | 2,6 | 2,0 | 10,4 |
| 2014/15 | Анадолу Эфес          | Чемпионат Турции                                 | 38  | 28  | 24,5 | 46,5 | 34,3 | 76,1 | 6,7  | 2,6 | 0,8 | 0,4 | 2,9 | 2,2 | 10,9 |
| 2014/15 | Анадолу Эфес          | Евролига                                         | 27  | 22  | 24,4 | 43,3 | 30,6 | 70,7 | 6,4  | 2,3 | 0,7 | 0,4 | 2,0 | 1,9 | 9,9  |
| 2015/16 | Все клубы             | Все лиги                                         | 61  | 44  | 23,1 | 48,8 | 40,7 | 85,9 | 5,6  | 1,3 | 0,7 | 0,4 | 2,2 | 1,5 | 11,5 |
| 2015/16 | Анадолу Эфес          | Чемпионат Турции                                 | 37  | 26  | 23,5 | 48,1 | 41,0 | 82,0 | 5,5  | 1,3 | 0,8 | 0,3 | 2,1 | 1,5 | 11,3 |
| 2015/16 | Анадолу Эфес          | Евролига                                         | 24  | 18  | 22,4 | 50,0 | 40,3 | 93,9 | 5,8  | 1,5 | 0,5 | 0,5 | 2,5 | 1,5 | 11,7 |
| Всего | Всего                 | Всего                                            | 250 | 203 | 26,4 | 48,2 | 33,5 | 72,1 | 7,3  | 2,3 | 1,0 | 0,6 | 2,6 | 2,4 | 12,4 |
| В Евролиге | В Евролиге            | В Евролиге                                       | 55  | 43  | 22,9 | 45,7 | 35,0 | 78,3 | 6,0  | 1,8 | 0,6 | 0,4 | 2,2 | 1,8 | 10,1 |
| В Кубке Европы | В Кубке Европы        | В Кубке Европы                                   | 11  | 10  | 31,4 | 47,7 | 28,6 | 78,1 | 7,9  | 2,6 | 0,9 | 0,8 | 2,8 | 3,1 | 12,1 |
| В чемпионате Хорватии | В чемпионате Хорватии | В чемпионате Хорватии                            | 48  | 44  | 31,2 | 53,8 | 29,5 | 68,5 | 9,3  | 2,9 | 1,4 | 1,2 | 2,9 | 3,0 | 16,6 |
| В Лиге ABA | В Лиге ABA            | В Лиге ABA                                       | 54  | 45  | 26,6 | 46,8 | 33,3 | 63,6 | 7,4  | 2,4 | 1,1 | 0,6 | 3,0 | 2,6 | 11,6 |
| В чемпионате Турции | В чемпионате Турции   | В чемпионате Турции                              | 75  | 54  | 24,0 | 47,3 | 37,7 | 78,9 | 6,1  | 2,0 | 0,8 | 0,4 | 2,5 | 1,8 | 11,1 |
| Наведите курсор мыши на аббревиатуры в заголовке таблицы, чтобы прочесть их расшифровку Статистика приведена с сайта basketball.realgm.com |                       |                                                  |     |     |      |      |      |      |      |     |     |     |     |     |      |